# Valzeina
Valzeina est une localité et une ancienne commune suisse du canton des Grisons, située dans la région de Prättigau/Davos.
Le 1er janvier 2011, Fanas et Valzeina ont été fusionnés avec la commune de Grüsch .